# Gomen ne Fingers crossed
Gomen ne Fingers crossed (jap. ごめんねFingers crossed) – dwudziesty siódmy singel japońskiego zespołu Nogizaka46, wydany w Japonii 9 czerwca 2021 roku przez N46Div..
Singel został wydany w pięciu edycjach: regularnej (CD) i czterech limitowanych CD+Blu-ray (Type-A, Type-B, Type-C, Type-D). Osiągnął 1 pozycję w rankingu Oricon i pozostał na liście przez 46 tygodni. Zdobył status potrójnej platyny.

## Lista utworów
Wszystkie utwory zostały napisane przez Yasushiego Akimoto.

### Type-A
| CD | CD                                                                                  | CD                         | CD             | CD      |
| Nr | Tytuł utworu                                                                        | Kompozycja                 | Aranżacja      | Długość |
| -- | ----------------------------------------------------------------------------------- | -------------------------- | -------------- | ------- |
| 1. | „Gomen ne Fingers crossed” (jap. ごめんねFingers crossed)                           | Katsuhiko Sugiyama, APAZZI | APAZZI         | 4:17    |
| 2. | „Zenbu yume no mama” (jap. 全部 夢のまま)                                           | you-me                     | Hiroshi Sasaki | 4:44    |
| 3. | „Otona-tachi ni wa shiji sa renai” (jap. 大人たちには指示されない)                  | BASEMINT                   | BASEMINT       | 4:12    |
| 4. | „Gomen ne Fingers crossed” (jap. ごめんねFingers crossed) (off vocal ver.)          | Katsuhiko Sugiyama, APAZZI | APAZZI         | 4:17    |
| 5. | „Zenbu yume no mama” (jap. 全部 夢のまま) (off vocal ver.)                          | you-me                     | Hiroshi Sasaki | 4:44    |
| 6. | „Otona-tachi ni wa shiji sa renai” (jap. 大人たちには指示されない) (off vocal ver.) | BASEMINT                   | BASEMINT       | 4:12    |

| Blu-ray | Blu-ray                                                                 | Blu-ray |
| Nr      | Tytuł utworu                                                            | Długość |
| ------- | ----------------------------------------------------------------------- | ------- |
| 1.      | „Gomen ne Fingers crossed” (jap. ごめんねFingers crossed) (Music Video) | 4:16    |
| 2.      | „Zenbu yume no mama” (jap. 全部 夢のまま) (Music Video)                 | 5:07    |
| 3.      | „Riria Itō” (jap. 伊藤理々杏)                                           |         |
| 4.      | „Minami Umezawa” (jap. 梅澤美波)                                        |         |
| 5.      | „Sakura Endō” (jap. 遠藤さくら)                                         |         |
| 6.      | „Momoko Ōzono” (jap. 大園桃子)                                          |         |
| 7.      | „Ayame Tsutsui” (jap. 筒井あやめ)                                       |         |
| 8.      | „Reno Nakamura” (jap. 中村麗乃)                                         |         |
| 9.      | „Runa Hayashi” (jap. 林瑠奈)                                            |         |
| 10.     | „Minami Hoshino” (jap. 星野みなみ)                                      |         |
| 11.     | „Ayano Christie Yoshida” (jap. 吉田綾乃クリスティー)                    |         |
| 12.     | „Maaya Wada” (jap. 和田まあや)                                          |         |

### Type-B
| CD | CD                                                                         | CD                         | CD                   | CD      |
| Nr | Tytuł utworu                                                               | Kompozycja                 | Aranżacja            | Długość |
| -- | -------------------------------------------------------------------------- | -------------------------- | -------------------- | ------- |
| 1. | „Gomen ne Fingers crossed” (jap. ごめんねFingers crossed)                  | Katsuhiko Sugiyama, APAZZI | APAZZI               | 4:17    |
| 2. | „Zenbu yume no mama” (jap. 全部 夢のまま)                                  | you-me                     | Hiroshi Sasaki       | 4:44    |
| 3. | „Zabunzazabun” (jap. ざぶんざざぶん)                                       | NOVECHIKA, TETTA           | Yūichi “Masa” Nonaka | 3:48    |
| 4. | „Gomen ne Fingers crossed” (jap. ごめんねFingers crossed) (off vocal ver.) | Katsuhiko Sugiyama, APAZZI | APAZZI               | 4:17    |
| 5. | „Zenbu yume no mama” (jap. 全部 夢のまま) (off vocal ver.)                 | you-me                     | Hiroshi Sasaki       | 4:44    |
| 6. | „Zabunzazabun” (jap. ざぶんざざぶん) (off vocal ver.)                      | NOVECHIKA, TETTA           | Yūichi “Masa” Nonaka | 3:48    |

| Blu-ray | Blu-ray                                                                 | Blu-ray |
| Nr      | Tytuł utworu                                                            | Długość |
| ------- | ----------------------------------------------------------------------- | ------- |
| 1.      | „Gomen ne Fingers crossed” (jap. ごめんねFingers crossed) (Music Video) | 4:16    |
| 2.      | „Zabunzazabun” (jap. ざぶんざざぶん) (Music Video)                      | 3:46    |
| 3.      | „Erika Ikuta” (jap. 生田絵梨花)                                         |         |
| 4.      | „Kaede Satō” (jap. 佐藤楓)                                              |         |
| 5.      | „Rika Satō” (jap. 佐藤璃果)                                             |         |
| 6.      | „Yūna Shibata” (jap. 柴田柚菜)                                          |         |
| 7.      | „Kazumi Takayama” (jap. 高山一実)                                       |         |
| 8.      | „Mayu Tamura” (jap. 田村真佑)                                           |         |
| 9.      | „Hina Higuchi” (jap. 樋口日奈)                                          |         |
| 10.     | „Rena Yamazaki” (jap. 山崎怜奈)                                         |         |
| 11.     | „Nao Yumiki” (jap. 弓木奈於)                                            |         |
| 12.     | „Yūki Yoda” (jap. 与田祐希)                                             |         |
| 13.     | „Watanabe Miria” (jap. 渡辺みり愛)                                      |         |

### Type-C
| CD | CD                                                                         | CD                         | CD                 | CD      |
| Nr | Tytuł utworu                                                               | Kompozycja                 | Aranżacja          | Długość |
| -- | -------------------------------------------------------------------------- | -------------------------- | ------------------ | ------- |
| 1. | „Gomen ne Fingers crossed” (jap. ごめんねFingers crossed)                  | Katsuhiko Sugiyama, APAZZI | APAZZI             | 4:17    |
| 2. | „Zenbu yume no mama” (jap. 全部 夢のまま)                                  | you-me                     | Hiroshi Sasaki     | 4:44    |
| 3. | „Sa~ yu~ Ready?” (jap. さ〜ゆ〜Ready?)                                     | Masayoshi Kawabata         | Masayoshi Kawabata | 5:32    |
| 4. | „Gomen ne Fingers crossed” (jap. ごめんねFingers crossed) (off vocal ver.) | Katsuhiko Sugiyama, APAZZI | APAZZI             | 4:17    |
| 5. | „Zenbu yume no mama” (jap. 全部 夢のまま) (off vocal ver.)                 | you-me                     | Hiroshi Sasaki     | 4:44    |
| 6. | „Sa~ yu~ Ready?” (jap. さ〜ゆ〜Ready?) (off vocal ver.)                    | Masayoshi Kawabata         | Masayoshi Kawabata | 5:32    |

| Blu-ray | Blu-ray                                                                 | Blu-ray |
| Nr      | Tytuł utworu                                                            | Długość |
| ------- | ----------------------------------------------------------------------- | ------- |
| 1.      | „Gomen ne Fingers crossed” (jap. ごめんねFingers crossed) (Music Video) | 4:16    |
| 2.      | „Sa~ yu~ Ready?” (jap. さ〜ゆ〜Ready?) (Music Video)                    | 5:31    |
| 3.      | „Haruka Kaki” (jap. 賀喜遥香)                                           |         |
| 4.      | „Sayaka Kakehashi” (jap. 掛橋沙耶香)                                    |         |
| 5.      | „Yuri Kitagawa” (jap. 北川悠理)                                         |         |
| 6.      | „Hinako Kitano” (jap. 齋藤飛鳥)                                         |         |
| 7.      | „Asuka Saitō” (jap. 北野日奈子)                                         |         |
| 8.      | „Mai Shinuchi” (jap. 新内眞衣)                                          |         |
| 9.      | „Ayane Suzuki” (jap. 鈴木絢音)                                          |         |
| 10.     | „Rei Seimiya” (jap. 清宮レイ)                                           |         |
| 11.     | „Sayuri Matsumura” (jap. 松村沙友理)                                    |         |
| 12.     | „Hazuki Mukai” (jap. 向井葉月)                                          |         |
| 13.     | „Mio Yakubo” (jap. 矢久保美緒)                                          |         |

### Type-D
| CD | CD                                                                         | CD                         | CD               | CD      |
| Nr | Tytuł utworu                                                               | Kompozycja                 | Aranżacja        | Długość |
| -- | -------------------------------------------------------------------------- | -------------------------- | ---------------- | ------- |
| 1. | „Gomen ne Fingers crossed” (jap. ごめんねFingers crossed)                  | Katsuhiko Sugiyama, APAZZI | APAZZI           | 4:17    |
| 2. | „Zenbu yume no mama” (jap. 全部 夢のまま)                                  | you-me                     | Hiroshi Sasaki   | 4:44    |
| 3. | „Sabita Compass” (jap. 錆びたコンパス)                                     | Daisuke Nakamura           | Daisuke Nakamura | 4:16    |
| 4. | „Gomen ne Fingers crossed” (jap. ごめんねFingers crossed) (off vocal ver.) | Katsuhiko Sugiyama, APAZZI | APAZZI           | 4:17    |
| 5. | „Zenbu yume no mama” (jap. 全部 夢のまま) (off vocal ver.)                 | you-me                     | Hiroshi Sasaki   | 4:44    |
| 6. | „Sabita Compass” (jap. 錆びたコンパス) (off vocal ver.)                    | Daisuke Nakamura           | Daisuke Nakamura | 4:16    |

| Blu-ray | Blu-ray                                                                 | Blu-ray |
| Nr      | Tytuł utworu                                                            | Długość |
| ------- | ----------------------------------------------------------------------- | ------- |
| 1.      | „Gomen ne Fingers crossed” (jap. ごめんねFingers crossed) (Music Video) | 4:16    |
| 2.      | „Sabita Compass” (jap. 錆びたコンパス) (Music Video)                    | 4:15    |
| 3.      | „Manatsu Akimoto” (jap. 秋元真夏)                                       |         |
| 4.      | „Junna Itō” (jap. 伊藤純奈)                                             |         |
| 5.      | „Renka Iwamoto” (jap. 岩本蓮加)                                         |         |
| 6.      | „Saya Kanagawa” (jap. 金川紗耶)                                         |         |
| 7.      | „Shiori Kubo” (jap. 久保史緒里)                                         |         |
| 8.      | „Haruka Kuromi” (jap. 黒見明香)                                         |         |
| 9.      | „Tamami Sakaguchi” (jap. 阪口珠美)                                      |         |
| 10.     | „Ranze Terada” (jap. 寺田蘭世)                                          |         |
| 11.     | „Seira Hayakawa” (jap. 早川聖来)                                        |         |
| 12.     | „Miyu Matsuo” (jap. 松尾美佑)                                           |         |
| 13.     | „Mizuki Yamashita” (jap. 山下美月)                                      |         |

### Edycja regularna
| CD | CD                                                                         | CD                         | CD             | CD      |
| Nr | Tytuł utworu                                                               | Kompozycja                 | Aranżacja      | Długość |
| -- | -------------------------------------------------------------------------- | -------------------------- | -------------- | ------- |
| 1. | „Gomen ne Fingers crossed” (jap. ごめんねFingers crossed)                  | Katsuhiko Sugiyama, APAZZI | APAZZI         | 4:17    |
| 2. | „Zenbu yume no mama” (jap. 全部 夢のまま)                                  | you-me                     | Hiroshi Sasaki | 4:44    |
| 3. | „Nekojita Chamomile Tea” (jap. 猫舌カモミールティー)                       | Shinobu Suzuki             | Shinobu Suzuki | 4:03    |
| 4. | „Gomen ne Fingers crossed” (jap. ごめんねFingers crossed) (off vocal ver.) | Katsuhiko Sugiyama, APAZZI | APAZZI         | 4:17    |
| 5. | „Zenbu yume no mama” (jap. 全部 夢のまま) (off vocal ver.)                 | you-me                     | Hiroshi Sasaki | 4:44    |
| 6. | „Nekojita Chamomile Tea” (jap. 猫舌カモミールティー) (off vocal ver.)      | Shinobu Suzuki             | Shinobu Suzuki | 4:03    |

## Notowania
| Lista                             | Pozycja |
| --------------------------------- | ------- |
| Oricon Weekly Singles Chart       | 1       |
| Oricon Yearly Singles Chart       | 6       |
| Billboard Japan Hot 100           | 1       |
| Billboard Japan Hot Singles Sales | 1       |

## Sprzedaż
| Dane wg         | Sprzedaż |
| --------------- | -------- |
| Oricon          | 697 920  |
| Billboard Japan | 760 740+ |